# Карлос Фернандес Луна
Карлос Фернандес Луна (ісп. Carlos Fernández Luna; 22 травня 1996, Севілья) — іспанський футболіст, нападник клубу «Реал Сосьєдад».

## Клубна кар'єра
Карлос — вихованець системи «Севільї». Від 2013 року він виступає за другу команду «Севілья Атлетіко», а за першу команду дебютував у середині сезону 2013/14. Його дебют відбувся 2 березня 2014 року в матчі проти «Реал Сосьєдад». 23 березня 2014 року Карлос провів свій другий матч у чемпіонаті Іспанії. Це була зустріч проти «Осасуни».
21 серпня 2020 року виграв Лігу Європи УЄФА 2019/20 

## Кар'єра в збірній
Карлос є членом юнацької збірної Іспанії. У її складі він провів шість матчів і забив один гол.

## Статистика виступів
Станом на 17 жовтня 2020
| Клуб               | Сезон              | Ліга               | Ліга | Ліга | Кубок | Кубок | Інші | Інші | Загалом | Загалом |
| Клуб               | Сезон              | Дивізіон           | Ігри | Голи | Ігри  | Голи  | Ігри | Голи | Ігри    | Голи    |
| ------------------ | ------------------ | ------------------ | ---- | ---- | ----- | ----- | ---- | ---- | ------- | ------- |
| Севілья            | 2013–14            | Ла-Ліга            | 4    | 0    | 1     | 0     | —    | —    | 5       | 0       |
| Севілья            | 2014–15            | Ла-Ліга            | 1    | 0    | 0     | 0     | 0    | 0    | 1       | 0       |
| Севілья            | 2015–16            | Ла-Ліга            | 1    | 0    | 0     | 0     | 0    | 0    | 1       | 0       |
| Севілья            | 2016–17            | Ла-Ліга            | 3    | 1    | 0     | 0     | 0    | 0    | 3       | 1       |
| Севілья            | 2017–18            | Ла-Ліга            | 2    | 1    | 0     | 0     | —    | —    | 2       | 1       |
| Севілья            | 2020–21            | Ла-Ліга            | 2    | 0    | 0     | 0     | 0    | 0    | 2       | 0       |
| Севілья            | Загалом            | Загалом            | 13   | 2    | 1     | 0     | 0    | 0    | 14      | 2       |
| Депортіво (оренда) | 2018–19            | Сегунда Дивізіон   | 24   | 8    | 1     | 0     | 4    | 2    | 29      | 10      |
| Гранада (оренда)   | 2019–20            | Ла-Ліга            | 34   | 11   | 6     | 3     | 0    | 0    | 40      | 14      |
| Загалом за кар'єру | Загалом за кар'єру | Загалом за кар'єру | 71   | 21   | 8     | 3     | 4    | 2    | 83      | 26      |

### Статистика виступів за збірну
| Дата       | Місто           | Господарі         | Результат | Гості   | Турнір                             | Голи | Примітки |
| ---------- | --------------- | ----------------- | --------- | ------- | ---------------------------------- | ---- | -------- |
| 22-3-2018  | Портадаун       | Північна Ірландія | 3 – 5     | Іспанія | Кваліфікація молодіжного Євро-2019 | -    | 87'      |
| 14-11-2018 | Логроньо        | Іспанія           | 4 – 1     | Данія   | Товариський матч                   | -    | 68'      |
| 19-11-2018 | Кан (Кальвадос) | Франція           | 1 – 1     | Іспанія | Товариський матч                   | -    | 89'      |
| Усього     |                 | Матчів            | 3         |         | Голів                              | 0    |          |

## Титули і досягнення
- Володар Кубка Іспанії (1):

«Реал Сосьєдад»: 2019-20
- Чемпіон Європи (U-19): 2015